# Селемані Ндікумана
Селемані Ямін Ндікумана (кір. Selemani Yamin Ndikumana, нар. 18 березня 1987, Бужумбура) — бурундійський футболіст, нападник клубу «Аль-Адала». Виступав, зокрема, за клуб «Тирана», а також національну збірну Бурунді.

## Клубна кар'єра
Вихованець бурундійського клубу «Інтер Стар», у 2005 році переведений до першої команди клубу, разом з якою того ж сезону виграв Лігу А. У 2006 році приєднався до «Сімби» з Прем'єр-ліги Танзанії. У січні 2008 року перейшов до норвезького «Молде». У Тіппелізі дебютував 2 листопада 2008 року в переможному (1:0) поєдинку проти «Гам-Кам». Селемані вийшов на поле, замінивши Жозе Моту. 8 грудня 2008 року підписав півторарічний контракт з «Льєрсом», який виступав у другому дивізіоні бельгійського чемпіонату. Влітку 2010 року повернувся до Бурунді, де грав за «Фантастік» (Бужумбура). На початку 2012 перейшов в АПР, з яким того ж року виграв національний чемпіонат. Потім грав у Китаї за «Шеньчжень Рубі».
У січні 2013 року приєднався до суданського «Аль-Меррейха». Потім виступав за бурундійський «Вітал'О».

### Тирана
31 січня 2014 року підписав контракт з «Тираною». Дебютував у новій команді 7 лютого 2014 року в переможному (1:0) поєдинку проти земляків з «Партизані». А через 9 днів, 16 лютого, відзначився дебютним голом у переможному (1:0) поєдинку проти «Бюліса». 2 березня 2014 року Селемані вдруге відзначився голом за «Тирану», в нічийному (1:1) виїзному матчі проти «Фламуртарі»; «Тирана» перервала свою 4-матчеву переможну серію. Вже в наступному матчі, 8 березня, відзначився результативною передачею на Жилберту Фортунато, чим допоміг своєму клубу здобути перемогу (3:1) над «Кукесі». 29 березня відзначився черговою результативною передачею, цього разу на Маріо Моріна, чим допоміг «Партизані» перемогти (2:0) «Лачі». 5 квітня став одним з головних героїв «Тирани» у переможному (2:3) виїзному поєдинку на стадіоні «Скендербеу» проти однойменного клубу, в якому відзначився голом та результативною передачею. За підсумками сезону «Тирана» зберегла своє місце в еліті албанського футболу, а Селемані відзначився 3-а голами в 12-и поєдинках національного чемпіонату.
Напередодні старту сезону 2014/15 років вирішив залишитися в «Тирані», незважаючи на велику кількість пропозицій від інших клубів, аргументувавши своє рішення тим, що його в команді дуже цінують. У першому офіційному матчі нового сезону Селемані відзначився голом у переможному (3:0) поєдинку проти «Аполонії». У другому матчі чемпіонату проти «Фламуртарі» Ндікумана отримав червону картку після жорстокої гри та бійки з капітаном команди-суперниці Франком Веліу, а також другим воротарем «Тирани» Едваном Бакаєм; проте «Тирана» виграла (1:0) завдяки голу воротаря Іліона Ліка на 67-й хвилині. По завершенні матчу Ндікумана разом із воротарем Едваном Бакаєм були дискваліфіковані на п’ять матчів, а нападник Маріо Моріна отримав двоматчеву дискваліфікацію, у той же час «Тирана» був оштрафований на 300 000 леків. Після цього столичний клуб оскаржив рішення від 10 вересня, а Дисциплінарна комісія зменшила термін дискваліфікації з 5-и до 2-х матчів. Повернувся на футбольне поле 20 вересня, в програному (0:2) поєдинку проти «Лачі». Вийшов на футбольне поле в стартовому складі, проте нічим не зміг допомогти своєму клубу.
Перервав «гольову посуху» 29 жовтня на 2-й хвилині переможного (3:0) поєдинку першого туру другого кола чемпіонату країни проти «Аполонії». Ндікумана реалізував подачу з кутового прапорця. Після цього, 20 листопада, Селемані  допоміг здобути перемогу з тенісним рахунком (6:0) над «Бюлісом» на стадіоні Сельман Стрімасі у матчі кваліфікації другого раунду Кубка Албанії. Три дні по тому, у поєдинку 13-о туру проти «Ельбасані» на новому стадіоні «Ельбасані Арена», Ндікумана вийшов на поле на 46-й хвилині замість Доріана Керчику й на 99-й хвилині потужним ударом з середини поля відзначився переможним голом, пробивши воротаря-ветерана Елвіса Которрі. «Тирана» здобула перемогу (3:2) та закріпила власне лідерство в чемпіонаті. Цей матч запам'ятався також сутичками між фанатами обох клубів, через що він переривався на 6 хвилин. Після двох невдалих матчів проти «Лачі» та «Партизані», де «Тирана» здобула лише одне очко, 13 грудня Ндікумана повернувся, щоб відзначитися двом голами у переможному (2:0) поєдинку проти діючих чемпіонів «Скендербеу».
24 січня 2015 року, в першому матчі 2015 року, Ндікумана вийшов на поле на 37-й хвилині замість Гішмері та відзначився 2-а голами в переможному (2:0) поєдинку на нейтральному стадіоні «Ніко Дована» проти «Аполлонії», забезпечивши Тирані першу перемогу в третьому етапі чемпіонату. 30 січня відзначився черговим голом (на 85-й хвилині) переможного (1:0) поєдинку на нейтральному стадіоні «Ельбасан арена» проти «Фламуртарі».

### Подальша кар'єра
У січні 2015 року приєднався до ангольського «Примейру де Агошту». Наприкінці сезону, разом з 5-а іншими футболістами, залишив команду. 29 січня 2016 року, разом з Фуаді Ндаїсенгою, підписав контракт з «Вітал'О». 27 липня 2016 року приєднався до катарського клубу «Аль-Месаймір».
До складу клубу «Аль-Адали» приєднався 2018 року.

## Виступи за збірну
У 2003 році дебютував у складі національної збірної Бурунді. 8 жовтня 2006 року в переможному (3:1) поєдинку проти Кубку африканських націй 2008 року проти Мавританії відзначився 2-а голами, які стали дебютними у футболці національної команди. Був капітаном у збірній.
У складі збірної учасник 3-х розіграшів кубку КЕСАФА, а також кваліфікації чемпіонату світу 2014 року. На Кубку африканських націй 2014 року відзначився 2-а голами.

## Статистика виступів

### Статистика клубних виступів
| Сезон              | Команда              | Чемпіонат          | Чемпіонат | Чемпіонат | Національний кубок | Національний кубок | Національний кубок | Континентальні кубки | Континентальні кубки | Континентальні кубки | Інші змагання | Інші змагання | Інші змагання | Усього | Усього |
| Сезон              | Команда              | Ліга               | Ігор      | Голів     | Ліга               | Ігор               | Голів              | Ліга                 | Ігор                 | Голів                | Ліга          | Ігор          | Голів         | Ігор   | Голів  |
| ------------------ | -------------------- | ------------------ | --------- | --------- | ------------------ | ------------------ | ------------------ | -------------------- | -------------------- | -------------------- | ------------- | ------------- | ------------- | ------ | ------ |
| 2008               | «Молде»              | ЕС                 | 1         | 0         | КН                 | 0                  | 0                  | -                    | -                    | -                    | -             | -             | -             | 1      | 0      |
| січ.-лип. 2009     | «Льєрс»              | Д2                 | 4         | 1         | КБ                 | 3                  | 0                  | -                    | -                    | -                    | -             | -             | -             | 7      | 1      |
| 2009–10            | «Льєрс»              | Д2                 | 9         | 0         | КБ                 | 1                  | 0                  | -                    | -                    | -                    | -             | -             | -             | 10     | 0      |
| Усього за «Льєрс»  | Усього за «Льєрс»    | Усього за «Льєрс»  | 13        | 1         |                    | 4                  | 0                  |                      |                      |                      |               |               |               | 17     | 1      |
| 2012               | «Шеньчжень Рубі»     | Л1                 | 0         | 0         | КК                 | 0                  | 0                  | -                    | -                    | -                    | -             | -             | -             | 0      | 0      |
| січ.-лип. 2014     | «Тирана»             | СА                 | 12        | 3         | КА                 | 0                  | 0                  | -                    | -                    | -                    | -             | -             | -             | 12     | 3      |
| 2014–15            | «Тирана»             | СЛ                 | 30        | 9         | КА                 | 4                  | 1                  | -                    | -                    | -                    | -             | -             | -             | 34     | 10     |
| Усього за «Тирана» | Усього за «Тирана»   | Усього за «Тирана» | 42        | 12        |                    | 4                  | 1                  |                      |                      |                      |               |               |               | 46     | 13     |
| лип.-гр. 2015      | «Примейру де Агошту» | Ж                  | 0         | 0         | КА                 | 0                  | 0                  | -                    | -                    | -                    | -             | -             | -             | 0      | 0      |
| Усього за кар'єру  | Усього за кар'єру    | Усього за кар'єру  | 56        | 13        |                    | 8                  | 1                  |                      |                      |                      |               |               |               | 64     | 14     |

### Голи за збірну
Рахунок та результат збірної Бурунді в таблиці подано на першому місці.
| №   | Дата              | Місце                                         | Суперник            | Рахунок | Результат | Змагання              |
| --- | ----------------- | --------------------------------------------- | ------------------- | ------- | --------- | --------------------- |
| 1.  | 2 лютого 2006     | Каїрський міжнародний стадіон, Каїр, Єгипет   | Єгипет              | 1–4     | 1–4       | кваліфікація КАН 2008 |
| 2.  | 26 листопада 2006 | Аддис-Абеба Стедіум, Аддис-Абеба, Ефіопія     | Замбія              | 3–0     | 3–2       | Кубок КЕСАФА 2006     |
| 3.  | 10 грудня 2007    | Національний стадіон, Дар-ес-Салам, Танзанія  | Сомалі              | 2–0     | 3–0       | Кубок КЕСАФА 2007     |
| 4.  | 10 грудня 2007    | Національний стадіон, Дар-ес-Салам, Танзанія  | Сомалі              | 3–0     | 3–0       | Кубок КЕСАФА 2007     |
| 5.  | 1 червня 2008     | Принц Луї Рвагасоре, Бужумбура, Бурунді       | Сейшельські Острови | 1–0     | 1–0       | кваліфікація ЧС 2010  |
| 6.  | 5 червня 2011     | Принц Луї Рвагасоре, Бужумбура, Бурунді       | Руанда              | 1–0     | 3–1       | кваліфікація КАН 2012 |
| 7.  | 15 листопада 2011 | Принц Луї Рвагасоре, Бужумбура, Бурунді       | Лесото              | 2–2     | 2–2       | кваліфікація ЧС 2014  |
| 8.  | 25 листопада 2012 | Національний стадіон Мандела, Кампала, Уганда | Сомалі              | 3–1     | 5–1       | Кубок КЕСАФА 2012     |
| 9.  | 25 листопада 2012 | Національний стадіон Мандела, Кампала, Уганда | Сомалі              | 5–1     | 5–1       | Кубок КЕСАФА 2012     |
| 10. | 28 листопада 2012 | Національний стадіон Мандела, Кампала, Уганда | Танзанія            | 1–0     | 1–0       | Кубок КЕСАФА 2012     |
| 11. | 18 січня 2014     | Пітер Мокаба, Полокване, ПАР                  | Мавританія          | 3–2     | 3–2       | кваліфікація ЧАН 2014 |
| 12. | 22 січня 2014     | Пітер Мокаба, Полокване, ПАР                  | ДР Конго            | 1–0     | 1–2       | кваліфікація ЧАН 2014 |

## Досягнення

### Національні
«Інтер Старз»
- Прем'єр-ліга Бурунді
  -  Чемпіон (1): 2005

«Вітал'О»
- Прем'єр-ліга Бурунді
  -  Чемпіон (1): 2015/16

«Сімба»
- Прем'єр-ліга Танзанії
  -  Чемпіон (1): 2007/08

«Льєрс»
- Другий дивізіон чемпіонату Бельгії
  -  Чемпіон (1): 2009/10

«Аль-Меррейх»
- Прем'єр-ліга Судану
  -  Чемпіон (1): 2013

- Кубок Судану
  -  Володар (1): 2013

АПР
- Прем'єр-ліга Руанди
  -  Чемпіон (2): 2011, 2012

- Кубок Руанди
  -  Володар (2): 2011, 2012